# Gorua apicata
Gorua apicata är en fjärilsart som beskrevs av Holland 1894. Gorua apicata ingår i släktet Gorua och familjen nattflyn. Inga underarter finns listade i Catalogue of Life.